# Ітон (міфологія)
Ітон (дав.-гр. Ἴτωνος; також Ітоній) — персонаж давньогрецької міфології, цар міста Ітона, яке було названо на його честь, син Амфіктіона. Чоловік німфи Меланіппи, батько Беота, Іодами і Хромії, дружина Ендіміона.
Ітон спорудив храм Афіни Ітонії, в якому його дочка Іодама стала жрицею. Коли вона одного разу вночі проникла в святилище, нічого не підозрюючи, Ітон показав їй голову Горгони Медузи, від погляду якої його дочка скам'яніла. За іншою версією вона побачила перед собою саму Афіну, на хітоні якої була голова Горгони, після чого перетворилася на камінь.
За іншою версією родоводу Ітон — син Беота. Мав синів Гіппалкима, Електріона, Архіліка, Алегенора.